# Дяк
Дяк (за походженням пов'язане з грец. διάκονος — «служитель»):

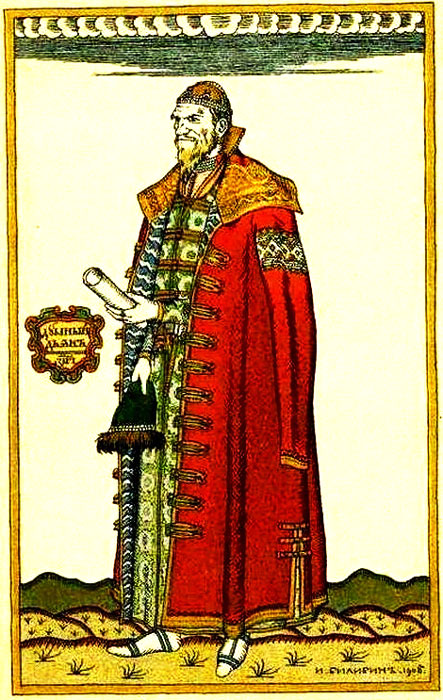
Q4170626

- 1. Особа,  що допомагає священнику під час богослужіння, псаломщик.[1]. З історії Української Православної Церкви — це світські люди.
- 2. У Київській Русі — переписувач князівської канцелярії, писар. Дяк і диякон — відмінні поняття.

Псало́мщик — офіційна російська назва (від 1885 року) дяка Православної Церкви в Росії. В українській мові цей термін спочатку не прищепився і не вживався в українських православних юрисдикціях за кордоном. Перед відокремленням Церкви від держави в Росії псаломщики звичайно вели метричні книги.

## Історія дяківства
У княжу добу дяки входили до категорії «церковних людей», підлягали т. зв. церковним судам і спочатку утримувалися на кошти церковної громади. Становище дяка визначало місцеве звичаєве право, залежно від єпархії, і навіть парафії, причому дяк був у більшій мірі залежним від громади, ніж священник. Дяки переважно користувалися частиною (раніше третиною, а здебільшого — меншою частиною, за місцевим звичаєм) церковної землі — і третиною інших звичаєвих прибутків від церковної громади та мешкали в церковному будинку. Подекуди дяки отримували натурою або грошима від родини т. зв. «роківщину». Здібніших із дяків іноді висвячували в диякони і священники. Це явище було досить поширене в час, коли підупала духовна освіта. У XVIII ст. таких священників називали в Галичині «дячками». Подекуди, в основному на Центральних і Східних землях, становище дяків займали особи, які перервали освіту в духовних школах, та вихованці братських шкіл.
- Спеціальну професійну освіту дяків надавала і надає дяківська (регентська) школа. На Січі існувала на монастирському подвір'ї окрема школа, в одному відділі якої вчили тих козаків, що готувалися на дяків, паламарів.

## Практична діяльність дяків
Окрема частина діяльності давніх дяків — навчання грамоти: уже з XI століття вчили початкової освіти дітей багатших батьків приватно або усіх при церкві. У XVI–XVII століттях в Україні були широко відомі мандрівні дяки-учителі, які залишали Київську Академію чи інші колегії, — та за умовлену нагороду вчили дітей священників, козацької старшини чи міщан. Їх жартома називали «пиворізами». Перепис 1782 року в Росії припинив інституцію мандрівних дяків: їх прикріплено до певного місця, в якому могли виконувати церковні пісні. У парафіяльних школах до кінця XIX століття вчили переважно дяки-учителі. До їх обов'язків входили церковний спів і читання, керування церковним хором, супровід священика під час виконання душпастирських обов'язків. Інколи дякам надано привілей носити стихар під час церковного служіння (у католиків це вже не практикується). Дяків-учителів у XIV–XVIII ст. ще й називали «дидаскалами».